# Manuel Escudero
Manuel Escudero Zamora (San Sebastián, 29 de marzo de 1946) es un economista y político español. Actual embajador de España ante la Organización para la Cooperación y el Desarrollo Económicos (OCDE), con sede en París.

## Biografía
Nació el 29 de marzo de 1946 en la ciudad guipuzcoana de San Sebastián. Licenciado en Empresariales en la Universidad de Deusto, se doctoró en la London School of Economics. Fue coordinador entre 1987 y 1991 del Programa 2000 del Partido Socialista Obrero Español (PSOE). Ligado dentro del PSOE en buena medida a la figura de Josep Borrell, fue diputado socialista por Madrid en el Congreso en la vii legislatura de las Cortes Generales, al sustituir en 2003 a José Quintana Viar. Alejado por unos años de la política, volvió al PSOE y se le designó secretario de Área de Política Económica y Empleo del partido.
Fue nombrado embajador jefe de la Delegación Permanente de España ante la OCDE por real decreto de 29 de junio de 2018, en sustitución de José Ignacio Wert. Cesó en febrero de 2024.